# François-Alexandre Neuhaus
Pour les articles homonymes, voir Neuhaus.
François-Alexandre Neuhaus, né le 2 juin 1747 à Bienne et décédé le 17 janvier 1803 dans la même ville, est un médecin suisse.

## Biographie
François-Alexandre Neuhaus, fis d'un médecin, entreprend des études de médecine à Strasbourg et Paris entre 1762 et 1765. Il obtient son doctorat en 1770 puis exerce comme médecin de la ville de Bienne de 1767 à 1788.
François-Alexandre Neuhaus fut professeur à la faculté de médecine de Nantes de 1788 à 1791 et termina sa carrière médicale à Berne. Membre du Grand (1783) et du Petit Conseil (1796) de Bienne, secrétaire de la ville (1792-1797), il fut chargé d'une mission diplomatique auprès du Directoire à Paris en 1796. 